# Сурка (приток Шоры)
Сурка — река в России, протекает в республиках Марий Эл и Татарстан. Правый приток Шоры (приток Илети).

## Описание
Длина реки 12 км, площадь водосборного бассейна 81,6 км². Берёт начало на возвышенности Вятский Увал, в 5 км к востоку от села Илеть в Параньгинском районе Марий Эл. От истока течёт немного на восток по открытой местности и далее течёт по лесному массиву. Входит на территорию Мари-Турекского района республики и вскоре поворачивает на юг. В низовьях течёт по территории Арского района Татарстана. Впадает в Шору по правому берегу в 37 км от её устья, в 3 км ниже (западнее) деревни Новая Серда.
Имеется пруд на левом притоке в верховьях бассейна.

## Данные водного реестра
По данным государственного водного реестра России относится к Верхневолжскому бассейновому округу, водохозяйственный участок реки — Волга от Чебоксарского гидроузла до города Казань, без рек Свияга и Цивиль, речной подбассейн реки — Волга от впадения Оки до Куйбышевского водохранилища (без бассейна Суры). Речной бассейн реки — (Верхняя) Волга до Куйбышевского водохранилища (без бассейна Оки).
Код водного объекта в государственном водном реестре — 08010400712112100001562.